# 아르망 팔리에르
클레망 아르망 팔리에르(프랑스어: Clément Armand Fallières, 1841년 11월 6일~1931년 6월 22일)는 1841년 11월 6일 프랑스의 정치인으로, 1906년부터 1913년까지 프랑스 공화국 대통령을 역임했다.
팔리에르는 1882년부터 1992년까지 여러 내각들에서 장관직을 역임했는데, 그 중 1883년에는 국무회의 의장으로 임명되지만 팔리에르 내각은 한 달도 안되어 붕괴했다.
1899년 에밀 루베가 대통령으로 선출되고 팔리에르는 상원의장이 되었으며, 이후 1906년 루베의 자리를 이어 국가 수반으로 선출되었다. 7년의 임기가 끝나고 팔리에르는 재선 출마를 하지 않고 공직에서 은퇴했다.

## 생애

### 출신, 가족, 학업
아르망 팔리에르는 알브레에 있는 메쟁(로테가론)의 농촌 지주 가정에서 태어났다. 친할아버지 조제프 팔리에르(1781-1866)는 대장장이였으며, 아버지 피에르 팔리에르(1810-1874)는 측량기사직에 종사했다.
젊은 아르망 팔리에르는 앙굴렘에 있는 리세 게즈 드 발자크에서 학업을 시작했다. 팔리에르는 툴루즈와 파리에서 법학 공부를 마치고 네라크에서 변호사가 되었다. 1868년, 팔리에르는 잔 브레송(1849-1939)와 네라크 시청에서 결혼했다. 부부는 두 자식을 가졌다. 프랑스 대통령 비서실장이던 장 란(1859-1940)과 1908년 결혼한 딸 안마리 팔리에르(1874-1962)와 아들 앙드레 팔리에르(1875-1968)가 있다.
같은 해 1868년 팔리에르는 네라크 광역시의회 의원으로 선출되었고, 1871년에는 네라크 시장이 되었으며, 로테가론 도의회에 들어갔다.

### 로테가론 하원의원

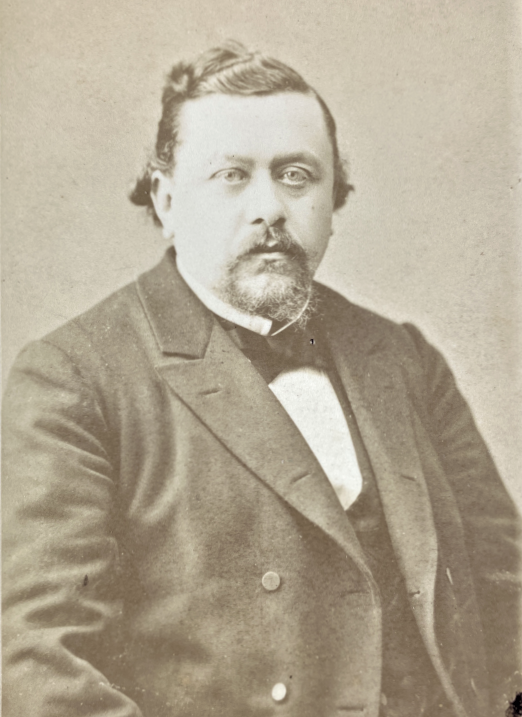
아르망 팔리에르가 의원일 시기의 초상화.

1876년, 팔리에르는 로테가론 하원의원으로서 하원에 입성하여, 공화좌파와 함께 의석을 차지했다. 1877년 5월 18일, 브로이 공작에 대한 불신임 결의에 투표한 363명의 의원들 가운데 팔리에르가 있었다.
마크 마옹 대통령이 국회 해산을 한 후 실시한 선거에서 좌파가 승리하자, 팔리에르는 의석을 되찾았다.

### 내각 구성원
1877년 5월, 팔리에르는 네라크의 새 시장이 되었다. 팔리에르는 시장으로 임명된 지 4개월만인 9월까지 잠시 동안 시장직에 있었다.
팔리에르는 프레시네 내각과 페리 내각에서 내무차관을 맡으며 내각에 들어갔고, 이후 1882년 8월 7일부터 1883년 1월 29일까지 뒤클레르 내각에서 내무장관을 맡았다.
1883년 1월 29일, 팔리에르는 그레비 대통령에게 내각을 이끌라는 부름을 받아, 외무장관을 역임한다. 3주만의 짧은 내각 수반을 마치고, 팔리에르는 2월 17일 대통령에게 사임을 권했다.
팔리에르는 이어서 1883년부터 1892년까지 9년간 내무장관, 법무장관, 교육부 장관 등 최고위 장관직을 역임했다. 팔리에르는 그 사이 1890년 로테가론 상원의원으로 선출되었다.

### 상원의원

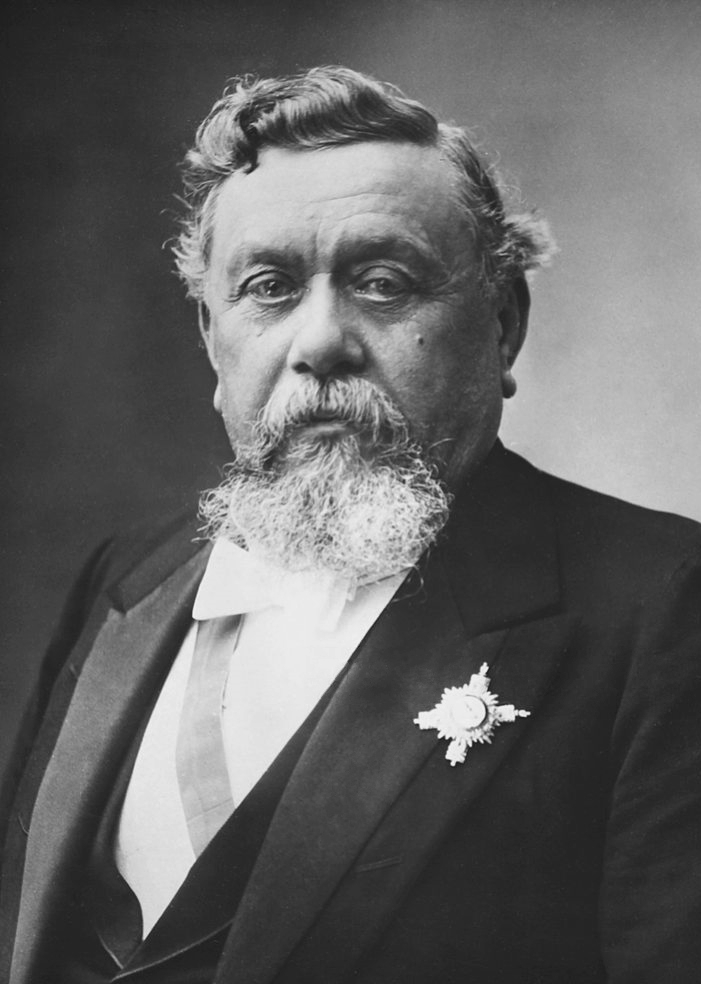
아르망 팔리에르 상원의장 초상화.

상원의원으로 선출되고 얼마 지나지 않아, 팔리에르는 공화좌파, 공화연합, 민주좌파라는 세 정당에 들어가기로 결정한다. 복수 정당에 가입하는 것이 더 이상 허가되지 않자, 팔리에르는 끝내 그 자신에 따르면 "셋 중 가장 발전된" 민주좌파당에 들어간다.
1892년부터 1899년까지, 단지 상원의원에 불과했던 팔리에르는 대단히 몸을 사렸다. 팔리에르는 의정 활동에는 꽤 참여하면서도, 공개회의에서는 단 한 차례도 발언하지 않았다. 1899년 3월 1일, 팔리에르는 드레퓌스 사건에서 루이 뢰브 대법원장의 "박탈법"에 반대 투표를 했다. 이틀 뒤 팔리에르는 2차 투표로 상원의장에 선출되었다. 그는 프랑스 대통령으로 선출된 에밀 루베의 자리를 이어받았는데, 7년이 지나 대통령직도 이어받게 된다.
팔리에르는 1906년까지 연이어 상원의장으로 재선출되었다. 상원의장으로서 대법원장을 맡았는데, 1899년에는 펠릭스 포르 대통령의 장례식 동안 쿠데타를 시도한 뢰이이 병사 사건과 관련하여 데룰레드, 뷔페, 라멜, 고드프루아에 대한 판결을 내렸다.

### 대통령
팔리에르는 1906년 1월 17일 78표차로 급진당의 폴 두메르를 꺾고 대선에서 승리하여, 1906년 2월 18일 에밀 루베의 자리를 이어받아 제3공화국 제 8대 대통령이 되었다.

## 역대 선거 결과
| 선거명      | 직책명 | 대수 | 정당             | 득표율 | 득표수 | 결과 | 당락 |
| ----------- | ------ | ---- | ---------------- | ------ | ------ | ---- | ---- |
| 1906년 선거 | 대통령 | 9대  | 민주 공화국 동맹 | 52.95% | 449표  | 1위  |      |